# Wolfgang Grünbauer
Wolfgang Grünbauer (* 19. August 1965 in München) ist ein deutscher Orchesterleiter, Diplom-Musiker und Musiklehrer. Er leitet die „Münchner Oktoberfest Musikanten“ und die Ensembles „Die kleine Oktoberfest Besetzung“, die "Haberstroh Musikanten" und die „Blechbläser Solisten“.
Seit 1994 leitet er seinen eigenen Musikverlag und komponierte bzw. arrangierte über 500 Werke.

## Leben
Wolfgang Grünbauer ist in einem mit viel Hausmusik gespielten Elternhaus aufgewachsen. Mit seinem Vater Horst und seiner Schwester Waltraud spielte er bereits mit zehn Jahren seine ersten öffentlichen Auftritte. Dabei erlernte Wolfgang einige Blasinstrumente wie Klarinette und Trompete, dazu noch Gitarre, Hackbrett und Akkordeon.
Nach dem Abschluss der Fachoberschule studierte Wolfgang Grünbauer von 1985 bis 1989 in Düsseldorf an der Robert-Schumann-Musikhochschule (Hauptfach Tuba, Nebenfach Kontrabass und Klavier) und spielte danach im Luftwaffenmusikkorps 1 in München. Nach einem Aufbaustudium an der Münchner Musikhochschule als Diplom-Musiklehrer und am Leopold-Mozart-Konservatorium in Augsburg als Blasorchesterleiter widmete er sich ganz der Musik. 
Von 1997 bis 2010 leitete Wolfgang Grünbauer die Musikschule und das Jugendblasorchester Knabenkapelle Dachau, das er zur musikalischen Oberstufe für Unterhaltungs- und Konzertmusik hinführte und dort etablierte. 
Seit 2010 leitet er sein professionelles Orchester „Münchner Oktoberfest Musikanten“, das sich aus seinem 1995 gegründeten „Blasorchester Wolfgang Grünbauer“ weiterentwickelt hat. Er ist als Wertungsrichter bei internationalen Wettbewerben und Dozent bei Workshops/Seminaren tätig.

## Münchner Oktoberfest Musikanten
Im Frühjahr 1995 gründete Wolfgang Grünbauer mit befreundeten Musikkollegen sein eigenes Blasorchester. Mit ihrer ersten Maxi-CD Musikantengrüße belegten sie vordere Platzierungen in den Hitparaden. Bereits mehrmals präsentierte sich das Blasorchester im Fernsehen einem Millionenpublikum. Es war unter anderem in den Sendungen Kein schöner Land (ARD), Heimatklänge (WDR), Hafenklänge (WDR), Bayern, Burgen, Blasmusik (BR) und Mit Blasmusik durch Bayern (BR) zu sehen. Das Orchester ist zudem ständig in den führenden Blasmusiksendungen des Rundfunks präsent.
Die „Münchner Oktoberfest Musikanten“ unter der Leitung von Wolfgang Grünbauer sind das beliebte Blasorchester auf der Oidn Wiesn, die sich im südlichen Teil der Theresienwiese befindet. Die studierten Musiker spielen traditionelle Blasmusik (Polka, Walzer, Marsch), bekannte Solostücke und beliebte Melodien in eigens arrangierten Bearbeitungen. Für das Bayerische Fernsehen sind Wolfgang Grünbauer und seine Münchner Oktoberfest Musikanten die feste Stammkapelle für den Wiesn-Frühschoppen und das Standkonzert Unter der Bavaria. Viele CD-Produktionen und zahlreiche eigenständige Notenausgaben bürgen für die Qualität und die Professionalität dieses einzigartigen Orchesters.

### Diskographie
- Gut aufgelegt – Haberstroh Musikanten (1991)
- So klingts bei uns – Haberstroh Musikanten (1993)
- Musikantengrüße (1995)
- Goldene Blasmusik (1998)
- Blasmusikfreunde! (2000)
- Lions-Marsch (2000)
- Die Welt der Blasmusik (2002)
- Jubiläumsklänge – KKD (2002)
- Freude an der Blasmusik (2005)
- Die Festzelt-Hits der Blasmusik (2006)
- Blasmusik vom Münchner Oktoberfest (2010)
- Ein halbes Jahrhundert (2014)
- Bayerische Märsche (2015)
- Musik von der Oidn Wiesn (2018)
- Singendes klingendes Bayernland (2022)

### Notenausgaben
- Sammelheft „Unter der Bavaria“ (MV Grünbauer)
- Sammelheft „Blasmusik vom Gäubodenfest“ (MV Grünbauer)
- Sammelheft „Das Bayerische Marschbuch“ (MV Grünbauer)
- Sammelheft „Blasmusik vom Oktoberfest“ (MV Grünbauer)